# 베카 SC
베카 SC(아랍어: نادي البقاع الرياضي)는 베카 계곡에 위치한 알나비샤이스를 연고로 하는 레바논의 축구단이다. 현재 레바논 2부 리그에 참가하고 있다.

## 우승
- 레바논 2부 리그: 2013–14

## 선수 명단

### 현역
참고: FIFA 자격 규정에 따라 소속된 국가대표팀 국기를 표시합니다. 선수는 복수의 FIFA 비회원국 국적을 가지고 있을 수 있습니다.
| 번호 | 포지션 | 국적 | 이름 |
| ---- | ------ | ---- | ---- |

| 번호 | 포지션 | 국적 | 이름 |
| ---- | ------ | ---- | ---- |